# Сухопутні війська Ічкерії
Сухопутні війська Ічкерії — вид збройних сил Чеченської Республіки Ічкерії.

## Історія
У період з 1991 р. по 1994 р. зброя та озброєння надходило до республіки з таких джерел: закупівлі в СНД та за кордоном; отримання від Міністерства оборони РФ; захоплення та розкрадання зі складів МО РФ; власне виготовлення. Більшість озброєння і спорядження, що знаходилися на колишніх радянських армійських складах, завчасно не вивезли і воно було захоплене чеченськими формуваннями. В результаті, понад 30 відсотків зброї та військової техніки опинилися у ЗС ЧРІ. Директивою міністра оборони РФ Павла Грачова № 316/1/0308ш від 28 травня 1992 р. було передано Дудаєву 50 відсотків зброї та озброєння, що знаходилося на території республіки, проте, реально було передано і захоплено більше 80 відсотків військової техніки .

## Оснащення
| Тип                        | Виробництво       | Призначення                                     | Кількість                      | Зауваження   |              |
| Бронетехника               | Бронетехника      | Бронетехника                                    | Бронетехника                   | Бронетехника | Бронетехника |
| -------------------------- | ----------------- | ----------------------------------------------- | ------------------------------ | ------------ | ------------ |
| Т-62 і Т-72                | СРСР              | основний бойовий танк                           | 42                             |              |              |
| БМП-1 і БМП-2              | СРСР              | бойова машина піхоти                            | 38                             |              |              |
| БТР-70 і БРДМ              | СРСР              | бронетранспортер                                | 30                             |              |              |
| МТ-ЛБ                      | СРСР              | бронетранспортер                                | 44                             |              |              |
| Артилерія                  |                   |                                                 |                                |              |              |
| різні типи                 | СРСР              | гармати і міномети                              | 19                             |              |              |
| різні типи                 | СРСР · Росія      | зенітні засоби                                  | 21                             |              |              |
| БМ-21 «Град»               | СРСР · Росія      | реактивні системи залпового вогню               | 16                             |              |              |
| Протитанкові засоби        |                   |                                                 |                                |              |              |
| різні типи                 | СРСР · Росія      | ручний протитанковий гранатомет                 | близько 1200 (близько 130-РПГ) |              |              |
| Стрілецька зброя           |                   |                                                 |                                |              |              |
| ПСМ                        | СРСР · Росія      | 5,45 мм Пістолет                                | ?                              |              |              |
| ТТ                         | СРСР              | 7,62 мм Пістолет                                | ?                              |              |              |
| ПМ                         | СРСР              | 9 мм Пістолет                                   | ?                              |              |              |
| АПС                        | СРСР              | 9 мм Автоматичний пістолет                      | ?                              |              |              |
| M1911                      | США               | .45 ACP самозарядний пістолет                   |                                |              |              |
| Walther P38                | Третій Рейх       | 9 мм самозарядний пістолет                      |                                |              |              |
| Борз                       | ЧРІ               | 9 мм Пістолет-кулемет                           | ?                              |              |              |
| ППШ                        | СРСР              | 7,62 мм Пістолет-кулемет                        |                                |              |              |
| MP 38/40                   | Третій Рейх       | 9 мм Пістолет-кулемет                           | ?                              |              |              |
| Гвинтівка Мосіна-Нагана    | Російська імперія | 7,62 мм гвинтівка                               | ?                              |              |              |
| АК-47                      | СРСР              | 7,62 мм Автомат                                 | ?                              |              |              |
| АКМ                        | СРСР              | 5,45 мм Автомат                                 | ?                              |              |              |
| АК-74                      | СРСР · Росія      | 5,45 мм Автомат                                 | ?                              |              |              |
| АС «Вал»                   | СРСР              | 9 мм безшумний автомат                          | ?                              |              |              |
| M16                        | США               | 5,56 мм автоматична гвинтівка                   | ?                              |              |              |
| РПК-74                     | СРСР · Росія      | 5,45 мм Ручний кулемет                          | ?                              |              |              |
| Ручний кулемет Калашникова | СРСР              | 7,62 мм Ручний кулемет                          | ?                              |              |              |
| Кулемет Калашникова        | СРСР              | 7,62 мм Кулемет                                 | ?                              |              |              |
| Ручний кулемет Дегтярьова  | СРСР              | 7,62 мм Ручний кулемет                          | ?                              |              |              |
| НСВ-12,7 «Утёс»            | СРСР              | 12,7 мм Великокаліберний кулемет                | ?                              |              |              |
| ДШКМ                       | СРСР              | 12,7 мм Великокаліберний кулемет                | ?                              |              |              |
| КПВ                        | СРСР              | 14,5 мм Великокаліберний кулемет                | ?                              |              |              |
| СВД                        | СРСР              | 7,62 мм снайперська гвинтівка                   | ?                              |              |              |
| Винторез                   | СРСР · Росія      | 9 мм безшумна автоматична снайперська гвинтівка | ?                              |              |              |
| Barrett M82                | США               | 12,7 мм великокаліберна снайперська гвинтівка   | ?                              |              |              |